# Calliephialtes argentinus
Calliephialtes argentinus là một loài tò vò trong họ Ichneumonidae.